# Austronanus dubius
Austronanus dubius is een pissebed uit de familie Paramunnidae. De wetenschappelijke naam van de soort is voor het eerst geldig gepubliceerd in 1937 door Hale.